# Hjälm m/1823

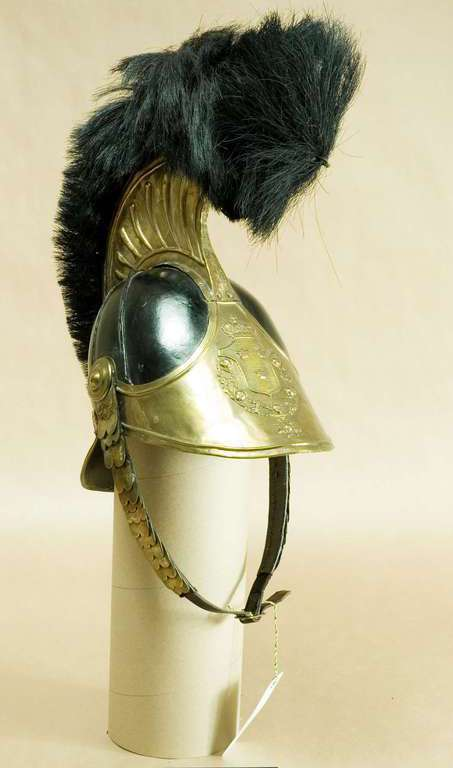
Hjälm m/1823 för manskap vid Livregementets dragoner (K 2).

Hjälm m/1823 var en hjälm som användes inom försvarsmakten (dåvarande krigsmakten).

## Utseende
Denna hjälm är tillverkad i svart läder med en förgylld vapenplåt som även är blåemaljerad hos officerare samt har en tagelliggare. Samtliga detaljer på hjälmen är förgyllda.

## Användning
Denna hjälm användes vid Livregementets dragoner (K 2) och kom att ersättas av hjälm m/1846 som för övrigt i stora drag var mycket lik denna. 